# Adalbert Kottulinsky

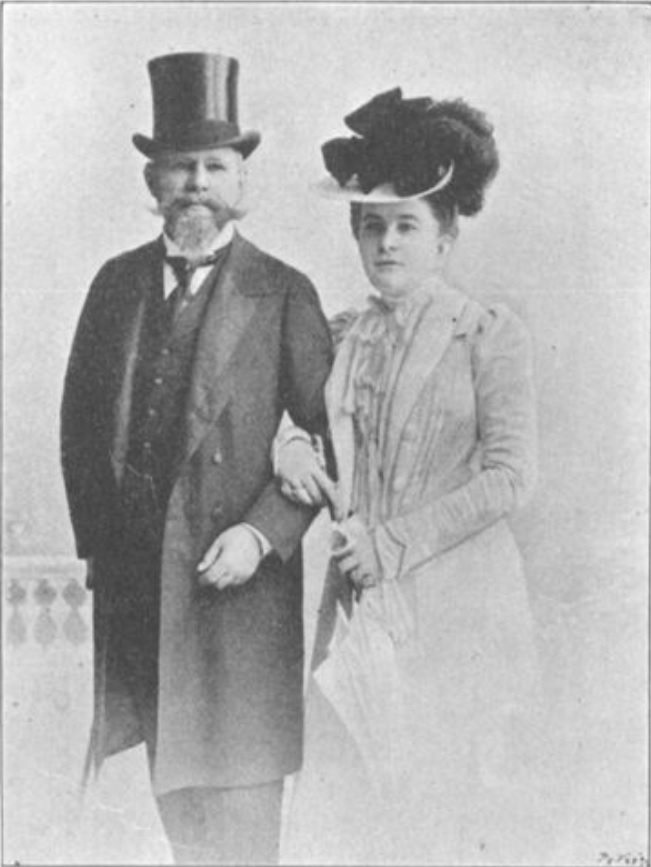
Graf Adalberg und Gräfin Theodora Kottulinsky geb. Freiin Mayr von Melnhof, um 1902

Adalbert Kottulinsky, auch Adalbert Graf Kottulinsky oder Adalbert Graf Kottulinsky von Kottulin (* 5. Juni 1847 in Graz; † 20. November 1904 in Neudau, Bezirk Hartberg-Fürstenfeld) war Gutsbesitzer und Abgeordneter zum Österreichischen Abgeordnetenhaus.

## Leben
Adalbert Kottulinsky war Sohn des Gutsbesitzers Josef Graf Kottulinsky  († 1878). Er ging bis 1865 in ein Gymnasium in Graz und studierte danach Rechtswissenschaft an den Universitäten Graz und (ab 1869) Innsbruck. Im Jahr 1870 trat er in den Verwaltungsdienst an der Statthalterei in Graz ein, danach an der Statthalterei in Linz und 1874 an der Bezirkshauptmannschaft Wels. 1877 war er Bezirkskommissär in Waidhofen an der Thaya und 1878 in Wien. In diesem Jahr wurde er auch Mitbesitzer der Güter Unter- und Obermayerhofen und Neudau und ein Jahr später, 1879, trat er aus dem Staatsdienst aus. Ab 1884 wurde seine Frau Besitzerin der Herrschaft Kogl in der Gemeinde St. Georgen im Attergau.
Von 1898 bis 1904 war er Präsident der steiermärkischen Landwirtschaftsgesellschaft und von 1900 bis 1904 der Österreichischen Zentralstelle zur Wahrung der land- und forstwirtschaftlichen Interessen in Wien. Von 1882 bis 1904 war er auch Vizepräsident des Steiermärkischen Jagdschutzvereins, 1893 bis 1904 des Steiermärkischen Forstvereins und von 1900 bis 1904 Obmann des Aufsichtsrats des Verbands der landwirtschaftlichen Genossenschaften in der Steiermark. 1898 wurde er Geheimrat.
Adalbert Kottulinsky war von 1879 bis 1904 Mitglied im steiermärkischen Landtag (V., VI., VII., VIII. und IX. Wahlperiode), Kurie Großgrundbesitz. Er war auch von 1882 bis 1884 im Landesausschuss.
Er war römisch-katholisch und ab 1884 verheiratet mit Theodora Freiin Mayr von Melnhof († 1936), mit der er aber keine Kinder hatte.

## Politische Funktionen
Adalbert Kottulinsky war vom 6. Dezember 1889 bis zum 23. Januar 1891 Abgeordneter des Abgeordnetenhauses im Reichsrat (VII. Legislaturperiode) und vertrat dort für das Kronland Steiermark die Kurie Großgrundbesitz. Er erlangte sein Mandat in einer Nachwahl nach dem Tod von Johann Paul Pauer.
Ab dem 12. Januar 1895 wurde er auf Lebenszeit Mitglied des Herrenhauses und gehörte dort der Verfassungspartei an. Ab 1901 war er im Exekutivkomitee.

## Klubmitgliedschaften
Adalbert Kottulinsky war Mitglied bei den Vereinigten Deutschen Linken (Verfassungstreuer Großgrundbesitz).